# Peädnigskäidi
Peädnigskäidi är en kulle i Finland. Den ligger i Utsjoki kommun i landskapet Lappland, i den norra delen av landet, 1 000 km norr om huvudstaden Helsingfors. Toppen på Peädnigskäidi är 288 meter över havet.
Terrängen runt Peädnigskäidi är lite kuperad.  Trakten runt Peädnigskäidi är nära nog obefolkad, med mindre än två invånare per kvadratkilometer. Det finns inga samhällen i närheten. Omgivningarna runt Peädnigskäidi är i huvudsak ett öppet busklandskap.